# Esenbeckia cisandeana
Esenbeckia cisandeana är en tvåvingeart som beskrevs av Wilkerson och David Fairchild 1983. Esenbeckia cisandeana ingår i släktet Esenbeckia och familjen bromsar.
Artens utbredningsområde är Colombia. Inga underarter finns listade i Catalogue of Life.